# Куликовка (Ульяновская область)
Кулико́вка — деревня в Лебяжинском сельском поселении Мелекесского района Ульяновской области.

## География
Расположена на левом берегу Куйбышевского водохранилища.

## История
В 1780 году в деревне Куликовка, при болоте, жители в ней из мордвы крещёных и помещичьи крестьян, числятся платежом податей в селе Дмитриевском Малыкле тож (ныне Новая Малыкла), 197 ревизских душ. 
В 1859 году деревня Куликовка, при озере Зеленом, находилось в 1-м стане Ставропольского уезде Самарской губернии.
В 1860-х гг. выходцы из деревни обосновались в одной из частей с.Берёзовка, где сохранилось их историческое наименование.

## Население
| Год  | Численность | Численность |
| ---- | ----------- | ----------- |
| 1859 | 338         | [ 5 ]       |
| 1889 | 536         | [ 6 ]       |
| 1897 | 555         | [ 7 ]       |
| 1910 | 836         | [ 8 ]       |
| 2010 | 158         | [ 1 ]       |